# Macon (Georgia)
Macon város az USA Georgia államában. Lakosainak száma 157 346 fő (2020).

## Története
A település területén, a mai Ocmulgee nemzeti emlékmű helyén már 17 000 éve is éltek emberek. 1806-ban Thomas Jefferson elnök megalapította a Fort Benjamin Hawkins erődöt, amely védelmi bástyául is szolgált, valamint kereskedelmi kapcsolódópontként a kormányzat és az indiánok között. A kereskedelem letelepülőket vonzott a helyszínre, a növekvő települést hamarosan Newtown névre keresztelték el. Bibb megyét 1822-ben hozták létre, Macont 1823-ban tették megyeszékhellyé. Nevét Nathaniel Macon észak-karolinai államférfiról kapta.

## Népesség
A település népességének változása:
| Lakosok száma | 91 351 | 153 691 | 152 663 | 157 346 |
|               | 2010   | 2014    | 2017    | 2020    |